# Rosenbergia gilmouri
Rosenbergia gilmouri là một loài bọ cánh cứng trong họ Cerambycidae.